# 金文体
金文体（きんぶんたい）は、和文体フォントの一種。中国古代の漢字書体である金文の装飾要素を基にデザインされた装飾文字である。
ただし「金文」を名乗るものの、漢字書体としての金文とは似て非なる存在である（後述）。

## 特徴と使用実態
通常の和文体フォントと異なり、文字の辞界が篆書体のごとく縦に長いのが大きな特徴である。この辞界の中に、先を尖らせた中太りの細身の線で、横画がなるべく上部に偏り腰高になるように描かれる。また鳥の頭のような飾りがついているものもある。
腰高の文字バランスに尖った線という縦長で流麗な姿が「神秘的」「レトロ」「おしゃれ」と認識され、漫画・小説の題名や、レトロ調の商品のパッケージや看板などに広く用いられている。

## 「金文」との関係

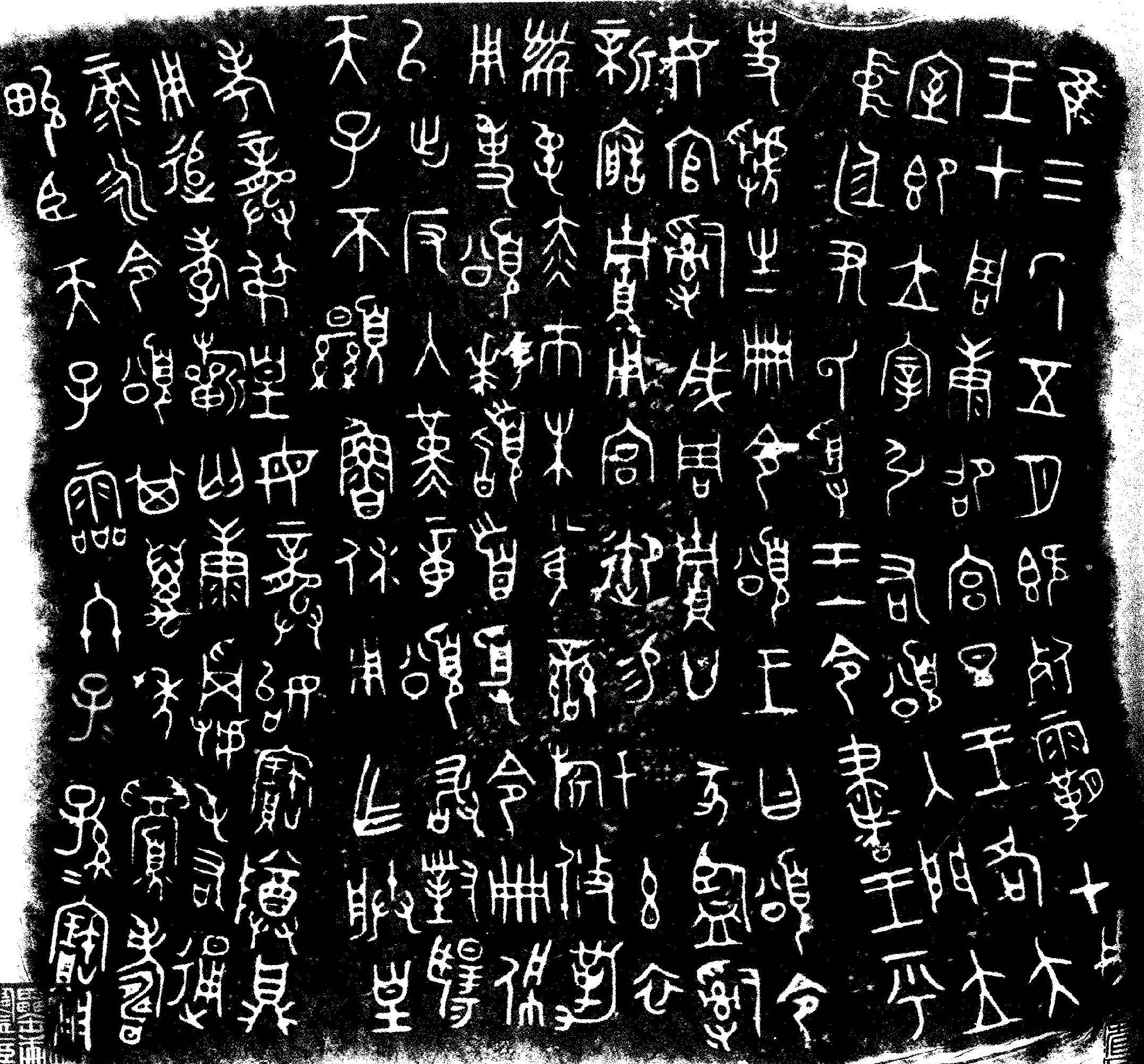
一般的な「金文」

金文体において注意すべきは、漢字書体である「金文」との関係である。往々にして金文体の「腰高で縦長」という特徴が、全ての金文に見られるものであるかのごとく説明されることがあるが、これは大きな間違いである。
むろん、金文体と類似する「腰高で縦長」の金文は存在する。しかし、このような書体を常用していたとみられるのは中山国などごく一部で、それ以外では主に越など南方の国々において、「鳥虫篆」と呼ばれる類似の形の縦長の文字が武器類を飾る装飾文字として用いられていたにすぎない。むしろ「金文」といった場合、鈍く均一な太さの線で描かれたものが一般的である（右図参照）。
また金文体の漢字の字形は、楷書体の存在を前提にしている。金文から楷書体の間は金文→篆書体→隷書体→行書体→楷書体と4度も変遷している上、隷書体への変化の際に「隷変」と呼ばれる字体の大変化が起こっているので、両者の字形が同一になろうはずもない。
このようなことからも、金文体はあくまで「金文」のうち現代人のセンスに合った字形を意図的に選び、その要素を利用して作られた現代の装飾書体であり、これをもって古代の漢字書体としての「金文」を語ることは出来ないことを理解する必要がある。
なお制作会社のダイナコムウェア側でも、この金文体を「（金文を）参考にデザインした」と説明しており、漢字書体としての「金文」をきちんと理解し、同一では有り得ないと割り切った上で制作していることを暗ににおわせている。

## 種類
- DFP 金文体（W2・W3・W5）

一般的なフォント。「金文体」と言った場合、通常はこれを指していることが多い。
- DFP 金文体うめ（W2・W3・W5）

鳥の頭のような飾りがついたフォント。上述の「鳥虫篆」のデザインを使用したものと思われる。